# Lights and Shadows
Lights and Shadows ist ein Jazzalbum von Bobby Few. Die 2004 im Studio Le Passage des Artistes in Paris entstandenen Aufnahmen erschienen am 20. November 2007 auf Boxholder Records. Es war das letzte Album, das der Pianist veröffentlichte; er starb im Januar 2021.

## Hintergrund
Im Laufe der 1990er und 2000er Jahre erschien Bobby Fews Musik auf zahlreichen Alben kleiner europäischer Labels wie Ades. Seine Zusammenarbeit mit dem Holzbläser Avram Fefer – die ungefähr zeitgleich mit dem 2004 entstandenen Soloalbum stattfand – mündete in Alben wie Kindred Spirits und Heavenly Places, die beide 2005 bei Boxholder Records erschienen sind, sowie Sanctuary (CIMP, 2006).

## Titelliste

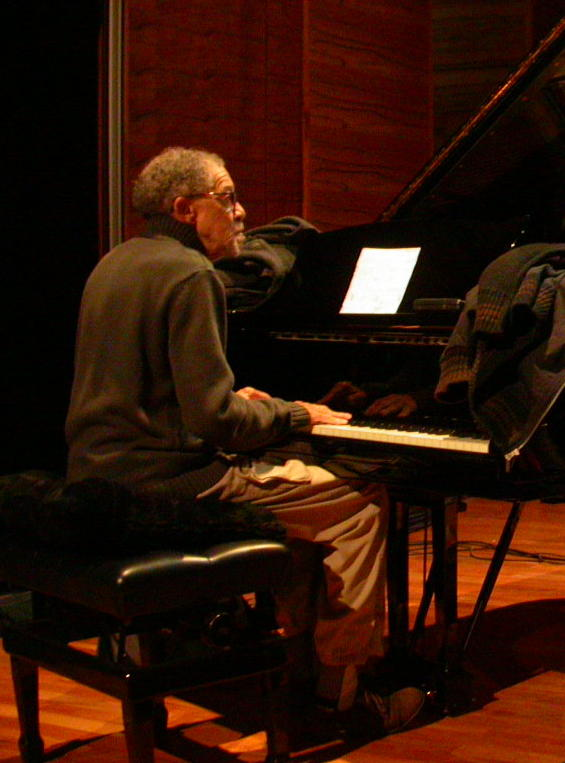
Bobby Few, 2007

- Bobby Few: Lights and Shadows (Boxholder Records BXH 054)[2]
  1. Bells – 3:00
  2. Flakes (Steve Lacy) 4:33
  3. From Different Lands – 5:20
  4. Enomis – 5:14
  5. Lights and Shadows – 18:28
  6. What You Doing? 14:36
  7. Dreams – 5:52
- Sofern nicht anders angegeben, stammen alle Kompositionen von Bobby Few.

## Rezeption
Michael G. Nastos verlieh dem Album in AllMusic vier Sterne und schrieb, obwohl das Solo-Spiel für Bobby Few nichts Neues sei, offenbare ihn diese Unternehmung in verschiedenen Ebenen von Emotionalität, dynamischer Struktur und Tempo. Dies seien keine trägen, luftigen, einfachen Klavierinterpretationen des Mainstream-Jazz. Stattdessen suchten kunstvoll gewebte Klangteppiche, die mit hellen Farben ausgekleidet seien, in diesem Licht nach den entsprechenden Schatten, die breitere, dunklere Striche zeichnen. Als engagierte, weitgehend überzeugende und stets erfinderische Leistung beweise Few, warum er in der oberen Reihe der modernistischen Improvisatoren stehen sollte, die immer nach neuen Horizonten suchen.
Nach Ansicht von Dan McClenaghan, der das Album in All About Jazz rezensierte, sei das Solo-Piano-Spiel stets keine leichte Aufgabe; aber niemand sei besser dafür geeignet als Bobby Few. Bereits sein Album Continental Jazz Express (Boxholder, 2002), das beim Vision Festival 2000 live aufgenommen wurde, sei ein hervorragendes Beispiel für dieses Genre, und das Titelstück Lights and Shadows sei möglicherweise der energiegeladenste und mitreißendste „Train Song“ im Jazz. Lights and Shadows sei zwar ein Studioalbum, aber es habe die Kraft, Freiheit und Schönheit eines Live-Konzerts. Das Titelstück, das in achtzehneinhalb Minuten rumple und rolle, gehe in Momente introspektiver Ruhe über und wirble unaufhaltsam vorwärts, eine turbulente Reise durch eine hügelige Landschaft aus Wachs und schwindenden Lichtverhältnissen.